# Зоряні війни: Помста ситхів
«Зоряні війни. Епізод III. Помста ситхів» (англ. Star Wars Episode III: Revenge of the Sith) — науково-фантастичний фільм, знятий Джорджем Лукасом, шостий за роком випуску, але хронологічно третій фільм у кіносаги «Зоряні війни». Режисер Джордж Лукас також виступив виконавчим продюсером фільму.
Сюжет стрічки хронологічно відбувається через три роки після початку Війни Клонів. Джедаї та армія Галактичної республіки ведуть повномасштабну війну проти Конфедерації незалежних систем, відомих також як сепаратисти. Рада Джедаїв посилає Обі-Вана Кенобі на завдання, аби подолати генерала Ґрівуса, командувача армії дроїдів-сепаратистів та колишнього учня Графа Дуку, аби покласти кінець війни. Побачивши смерть дружини Падме Амідала під час її вагітності уві сні, Джедай на ім'я Енакін Скайвокер об'єднується з Палпатіном, верховним канцлером Галактичної республіки та таємним лордом Ситхів на ім'я Дарт Сідіус. Він починає маніпулювати свідомістю Енекіна та заохочує його перейти на темну сторону Сили, ставши його учнем на ім'я Дарт Вейдер.
Прем'єра відбулася 19 травня 2005 року. Фільм отримав виключно позитивні відгуки критиків та прихильників, маючи вищу оцінку аніж попередні частини трилогії приквелів: Прихована загроза та Атака Клонів. Однак критики також негативно відкликались до режисерської праці Джорджа Лукаса та акторської гри Гейдена Крістенсена. У прокаті картина зібрала 868 998 815 доларів при бюджеті 113 000 000 доларів. Стрічка за перший тиждень після виходу зібрала 850 мільйонів доларів по всьому світу, що зробить її другою найкасовішою за 2005 рік.

## Сюжет
Джедаї Обі-Ван Кенобі та Енакін Скайвокер прямують до корабля лідера сепаратистів генерала Грівуса, де в полоні перебуває канцлер Палпатін. Тут їм доводиться битися з графом Дуку, якого Енакін вбиває за наказом канцлера. Генерал Грівус тікає з пошкодженого корабля. Оскільки втеча з нього вже неможлива, то Енакіну доводиться садити його вручну, що в нього добре виходить і корабель сідає на Корусанті. 
Дружина Енакіна Падме Амідала сповіщає його, що вагітна. Тепер джедая починають переслідувати нічні жахи з її участю, такі ж як і перед смертю його матері Шмі. Обі-Ван говорить Скайвокеру, що Рада джедаїв хоче, аби він шпигував за канцлером. Енакіну не подобається ця місія, адже він став приятелювати з Палпатіном. Канцлер багато знає про Силу і розповідає йому легенду про ситха, який міг відвертати смерть. Енакіна зацікавили ця історія і темний бік Сили.
Обі-Ван прибуває на планету Утапау, де знаходить Грівуса і вбиває. Енакін здогадався, що Палпатін і є Дарт Сідіус. Він розповідає про це магістру-джедаю Мейсу Вінду, і той приходить арештувати Палпатіна. Почався бій, у якому ситх вбив всіх джедаїв окрім Мейса. Коли Вінду вже збирався вбити Сідіуса, Енакін, що прагнув навчитися в того темному боку Сили і не допустити смерті Падме, завадив йому, відрубавши руку. Лорд Сідіус завершив справу і скинув Вінду блискавками у вікно. Енакін приєднався до темного боку Сили і став учнем Сідіуса Дартом Вейдером. Палпатін дав новому учню завдання: вбити всіх джедаїв у Храмі і лідерів сепаратистів на Мустафарі, щоб не допустити заколоту джедаїв.
Вейдер разом із загоном клонів прибуває до Храму, де знищує усіх джедаїв, і навіть малих юнглінгів. Після цього він сповіщає Падме, що летить на Мустафар. Сідіус же дав сигнал виконати Наказ 66, після чого клони по всій галактиці починають вбивати всіх джедаїв. Уникнути смерті вдається лише з Кенобі на Утапау і Йоді на Кашиїку. З Кашиїку Йоді допомагає втекти Чубакка. 
Джедаї зустрічаються на Корусанті, де сенатор Бейл Органа допомагає їм потрапити у Храм. В цей час Палпатін повідомляє сенат про розкриття зради джедаїв і що Галактична Республіка буде реорганізована в Імперію. У Храмі джедаї знайшли вбитих і відправили повідомлення, де зазначалося, що всі вцілілі джедаї мають сховатися і не повертатися у Храм. Обі-Ван переглядає голографічний запис системи охорони та дізнається, що вбивцею був Енакін.
Кенобі прибуває до Падме і розповідає про злочин Енакіна, але вона відмовляється казати де він і летить на Мустафар. Обі-Ван же ховається у вантажному відділенні зорельота. На Мустафарі Енакін виконав наказ Палпатіна і зустрів дружину, але відчув присутність Обі-Вана. Він вирішує, що вона його зрадила і використовує проти неї Силу, від чого Падме непритомніє. Після цього між Енакіном та Обі-Ваном зав'язалася битва на світлових мечах. Кенобі в решті решт перемагає свого учня, позбавивши його при цьому ніг і руки, а також забирає його меч, залишивши помирати на березі лавової річки, де Енакін починає горіти заживо. У залі сенату Палпатін бореться з Йодою і ледь не одержує перемогу, але джедай тікає з сенатором Бейлом Органою. Після цього Сідіус летить на Мустафар, де наказує врятувати Вейдера.
Йода зустрічається з Обі-Ваном у астероїдному поясі Поліс Маса. Там в медичному центрі на одній з карликових планет Амідала народжує близнюків, сина Люка і доньку Лею, після чого помирає. В той самий час тіло і кінцівки Вейдера замінюють протезами та імплантатами і надягають йому на голову чорного шолома, з котрого тепер доноситься зловісне сопіння. Палпатін повідомляє свого учня, що останній сам у гніві вбив Падме. Вейдер кричить і знищує Силою дроїдів і механізми довкола себе. Його лють тішить Сідіуса. 
Амідалу ховають на її рідній планеті Набу. Дроїдам С-3РО і R2-D2 Бейл Органа наказує стерти пам'ять. Дітей Енакіна вирішують розділити й сховати. У Бейла Органи на Альдераані залишають Лею. Обі-Ван відвозить Люка до дядька Оуена та тітки Беру на Татуїн, а сам селиться поряд в очікуванні слушного моменту для виступу проти Імперії.

## У ролях
| Актор                | Роль                           |
| -------------------- | ------------------------------ |
| Юен Мак-Грегор       | Обі-Ван Кенобі                 |
| Наталі Портман       | Падме Амідала Наберріє         |
| Гайден Крістенсен    | Енакін Скайвокер / Дарт Вейдер |
| Єн Макдермід         | Палпатін / Дарт Сідіус         |
| Френк Оз             | Йода                           |
| Семюел Лірой Джексон | Мейс Вінду                     |
| Джиммі Смітс         | Бейл Органа                    |
| Крістофер Лі         | Граф Дуку / Дарт Тіранус       |
| Ентоні Деніелс       | С-3РО                          |
| Кенні Бейкер         | R2-D2                          |
| Пітер Мейг'ю         | Чубакка                        |
| Ахмед Бест           | Джар Джар Бінкс                |
| Метью Вуд            | Генерал Грівус                 |
| Джоел Еджертон       | Оуен Ларс                      |
| Брюс Спенс           | Тіон Медон                     |
| Темуера Моррісон     | командир Коуді                 |
| Вейн Пігрем          | Вілгуфф Таркін                 |

### Український дубляж
Студія: LeDoyen Studio
Тип: Дублювання
Дубльовано на замовлення «Disney Character Voices International»
Перекладач і автор синхронного тексту: Федір Сидорук
Режисерка дублювання: Анна Пащенко
Звукорежисерка: Олена Шиманович
Звукорежисер перезапису: Олег Кульчицький
Координаторка проєкту: Аліна Гаєвська
Ролі дублявали:

| Актор                | Роль                        |
| -------------------- | --------------------------- |
| В'ячеслав Хостікоєв  | Енекін Скайвокер            |
| Кирило Нікитенко     | Дарт Вейдер                 |
| Ганна Сагайдачна     | Падме Амідала               |
| Іван Розін           | Обі-Ван Кенобі              |
| Владислав Пупков     | Палпатін/Дарт Судіус        |
| Сергій Чуркін        | Йода                        |
| Олександр Шевчук     | Мейс Вунді                  |
| Юрій Гребельник      | Граф Дуку                   |
| Борис Георгієвський  | Генерал Ґрівус              |
| Микола Боклан        | Бейл Орґана                 |
| Олександр Чернов     | Джар-Джар Бінкс             |
| Юрій Кудрявець       | C-3PO                       |
| Олег Лепенець        | Кі-Аді-Мунді                |
| Андрій Корженівський | Командир Коді та інші клони |

## Трейлери
- Трейлер 1 Помсти ситхів [Архівовано 4 грудня 2015 у Wayback Machine.]
- Трейлер 2 Помсти ситхів [Архівовано 26 жовтня 2015 у Wayback Machine.]
- Трейлер 3 Помсти ситхів [Архівовано 25 жовтня 2015 у Wayback Machine.]
- Завантаження трейлера Помсти ситхів